# گسل میامی
گسل میامی یا گسل شاهرود یکی از گسل‌های طولی و عمده ایران مرکزی است که از شرق شاهرود تا مرز افغانستان ادامه دارد. این گسل در نواحی میامی – عباس‌آباد (شرق شاهرود) مرز شمالی مجموعه‌های افیولیتی موجود در منطقه را مشخص می‌سازد؛ بنابراین گسل میامی می‌تواند مرز شمالی کافت سبزوار – شاهرود باشد. گسل میامی تا آخرین مراحل کوه‌زایی آلپی در پلیوسن حرکت راست‌گرد داشته‌است.